# Atlantic City Football Club
Atlantic City Football Club é uma agremiação esportiva da cidade de Atlantic City, Nova Jérsei.  Atualmente disputa a National Premier Soccer League.

## História
Atlantic City Football Club foi anunciado como franquia de expansão da NPSL no dia 21 de dezembro de 2017 e fará a sua estreia na competição em 2018. As cores do time são roxo, branco e preto.

## Estatísticas

### Participações
|  | Participações em 2020 |

| Competição     | Competição                     | Temporadas | Melhor campanha     | Estreia | Última | P | R |
| Estados Unidos | Lamar Hunt U.S. Open Cup       | 1          | Estreante (2020)    | 2020    | 2020   |   | – |
| Estados Unidos | National Premier Soccer League | 3          | Desconhecido (2020) | 2018    | 2020   |   | – |